# Numerele de înmatriculare auto în Cehia
Numerele de înmatriculare în Cehia sunt alcătuite dintr-o cifră, codul de regiune și o combinație de 4 cifre sau litere. În regiunea Praga (A) și Stredocesky(S) numerele sunt formate dintr-o cifră, codul de regiune și o literă urmată de patru cifre.

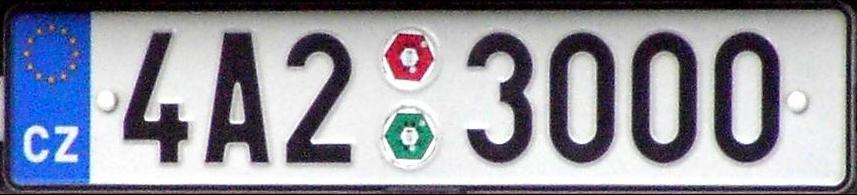
Număr de înmatriculare ceh, A = Praga

Harta Cehiei cu regiunile

Lista de regiuni:
- A - Praga, Capitală
- B - Moravia de Sud
- C - Boemia de Sud
- E - Pardubice
- H - Hradec Králové
- J - Vysočina(Jihlava)
- K - Karlovy Vary
- L - Liberec
- M - Olomouc
- P - Plzeň
- S - Boemia Centrală
- T - Moravia-Silezia
- U - Ústí nad Labem
- Z - Zlín